# Alambadi Kaval, Krishnarajpet
Alambadi Kaval là một làng thuộc tehsil Krishnarajpet, huyện Mandya, bang Karnataka, Ấn Độ.